# Федино (Зимницкое сельское поселение)
Федино — деревня в Смоленской области России, в Сафоновском районе. Население – 6 жителей (2007 год) . Расположена в центральной части области в 27 км к востоку от города Сафонова, в 1 км южнее автодороги М1 «Беларусь», на берегу реки Дымица. В 4,5 км юго-западнее от деревни железнодорожная станция Издешково	 на линии Москва — Минск. Входит в состав Зимницкого сельского поселения.

## История
В годы Великой Отечественной войны деревня была оккупирована гитлеровскими войсками в сентябре 1941 года, освобождена в 1943 году.